# Betbergsavan
Betbergsavan är en sjö i Hudiksvalls kommun i Hälsingland och ingår i Delångersåns huvudavrinningsområde. Sjön har en area på 0,116 kvadratkilometer och ligger 34 meter över havet.

## Delavrinningsområde
Betbergsavan ingår i det delavrinningsområde (683937-156495) som SMHI kallar för Utloppet av Iggsjön. Medelhöjden är 41 meter över havet och ytan är 7,98 kvadratkilometer. Räknas de 336 avrinningsområdena uppströms in blir den ackumulerade arean 1 973,22 kvadratkilometer. Avrinningsområdets utflöde Delångersån (Svågan) mynnar i havet. Avrinningsområdet består mestadels av skog (85 procent). Avrinningsområdet har 0,9 kvadratkilometer vattenytor vilket ger det en sjöprocent på 11,2 procent.